# 신남영

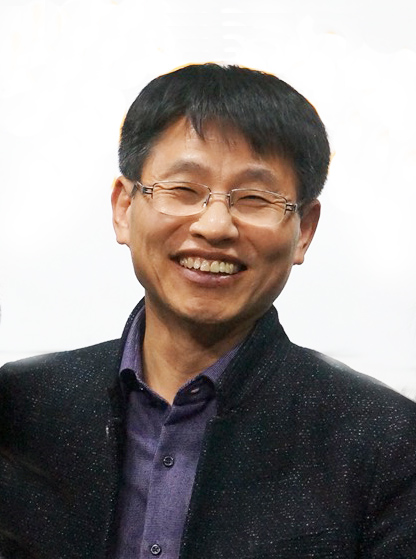
신남영 시인

신남영(申男榮)은 대한민국의 시인, 싱어송라이터, 서화가로 남성 아티스트이다.
1962년 전남 해남 출생. 전남대학교 국어국문학과를 졸업하고 2013년 계간 <문학들> 신인상으로 등단, 시집 <물 위의 현>(2015), <명왕성 소녀>(2023)를 펴냈다.
시집에 대해 고재종 시인은 "부박한 혼종어들이 난무하는 세상에서 예의 단아한 품격과 진정스런 공경의 자세로 우리를 시서화악(詩書畵樂)의 세계로 고즈넉이 초대하고 있다"라고 평했으며 문학평론가 유성호(한양대 교수)는 "시인 자신의 경험적 구체성과 예술가적 자의식으로 가득한 한 편의 선명한 미학적 화폭"이라고 평한 바 있다.
2015, 2016 대한민국평화서예대전, 대한민국예술대전 캘리그라피 부문 특선을 수상하면서 캘리그래피 작가로도 활동하고 있다. 캘리에세이 <사랑으로 왔으니 사랑으로 흘러가라>(2016), <캘리그래피 노자와 장자>(2016), <캘리그래피 논어>(2018) 등 캘리그래피 관련 에세이집을 펴냈다.
2007년 시와 노래를 결합한 <신남영의 시노래>를 시작으로 <신남영, 2014>, 2015년 <신남영 4집>, 2023년 <신남영 5집>을 출반했으며 전시로는 <돌강수묵캘리전>(2015), <신남영 수묵캘리전>(2016). <신남영 신금비 서화전>(2019), <신남영 서화전>(2023)을 열었다.
오마이뉴스 시민기자로도 활동하고 있다.